# Zuoquan
Zuoquan (chiń. 左权县; pinyin: Zuǒquán Xiàn) – powiat we wschodnich Chinach, w prowincji Shanxi, w prefekturze miejskiej Jinzhong. W 2000 roku liczył 156 203 mieszkańców.

## Historia
Za panowania Wschodniej Dynastii Han utworzono na terenie dzisiejszego Zuoquanu powiat Laohe (轑河縣). Za rządów Zachodniej Dynastii Jin zmieniono nazwę powiatu na Laoyang (轑陽縣), a w okresie Północnej Dynastii Wei na Liaoyang (遼陽縣). W 554 roku powiat zlikwidowano. Powiat został przywrócony pod nazwą Liaoshan (遼山縣) w 590 roku. Na początku panowania dynastii Ming przekształcono powiat w prefekturę Zhili (直隸州). W 1731 roku prefekturę przemianowano na Liao (遼州), a w 1912 roku zdegradowano ją do rangi powiatu. Powiat przemianowano w 1942 roku na Zuoquan.